# Estação Elisa Correa
A Estação Elisa Correa é uma das estações do Metrô de Santiago, situada em Santiago, entre a Estação Los Quillayes e a Estação Hospital Sótero del Río. Faz parte da Linha 4.
Foi inaugurada em 30 de novembro de 2005. Localiza-se no cruzamento da Avenida Concha y Toro com a Rua Elisa Correa. Atende a comuna de Puente Alto.